# Taeanhaean nationalpark
Taeanhaean nationalpark (koreanska: Taeanhaeangungnipkongwŏn) är en nationalpark i Sydkorea.   Den ligger i provinsen Södra Chungcheong, i den västra delen av landet, 120 km sydväst om huvudstaden Seoul.
Närmaste större samhälle är Seosan, cirka 20 km öster om nationalparken.
Nationalparken som inrättades 1978 täcker en yta av cirka 326 km². Den utgörs av områden på halvön Taean, ön Anmyeondo och angränsande havsområden. I skyddsområdet ligger 72 öar varav fyra är bebodda. Landskapet kännetecknas av sandstränder, sanddyner, områden som påverkas av tidvatten och tallskogar. Typiska djur i området är sidenhäger, grodan Pelophylax chosenicus och uttrar. Här hittas även fåglar som mandarinand, tornfalk och fiskgjuse.
Som nationalparksväxt respektive –djur valdes ranunkeln Ranunculus kazusensis och  ödlan Eremias argus.
I nationalparken förekommer flera markanta klippor som är kopplade till legender. En klippa beskrivs som en kvinna som blev till sten efter att hennes make inte kom tillbaks från kriget. En annan klippa tolkades som ett lejonhuvud.